# Oddział „Dysk”

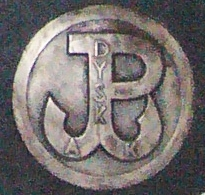
Odznaka oddziału „Dysk” z tablicy pamiątkowej w Kościele św. Jacka

Oddział „Dysk” – dywersyjno-sabotażowy oddział kobiecy Armii Krajowej. DYSK to skrót od Dywersja i Sabotaż Kobiet.

## Okres konspiracji
Wiosną 1940 roku utworzono oddział kobiecy pod nazwą Kobiece Patrole Minerskie pod dowództwem dr Zofii Franio (ps. Doktor). Do jesieni 1942 oddział operował jako jednostka Komendy Głównej Związku Odwetu, kiedy został przeniesiony do Warszawskiego Okręgu Armii Krajowej w celu reorganizacji i poszerzenia. Pracami organizacyjnymi zajęła się por. Wanda Gertz (ps. Lena) tworząc jednostkę dywersji i sabotażu kobiet – „Dysk”. W skład oddziału weszły:
- Władysława Macieszyna – „Sława”
- Maria Jankowska – „Margeryta”
- Jadwiga Szymańska – „Wiga”
- Hanna Bielik – „Filipina”
- Maria Zielonka – „Zofia”

Na początku 1943 roku „Dysk” został przeorganizowany. Utworzono grupy, a w nich plutony i sekcje. Podstawowe grupy to: dywersyjna, sabotażowa i łączności. W tym okresie oddział uzbrojony był w 14 pistoletów i materiały wybuchowe. W okresie powstania warszawskiego dysponował ręcznym karabinem maszynowym i butelkami zapalającymi. 
Akcje konspiracyjne oddziału to:
- zniszczenie torów kolejowych pod Radomiem w nocy z 16 na 17 listopada 1942;
- wysadzenie mostu na Krzewie pod Łukowem we współdziałaniu z oddziałem Kedywu;
- przecięcie drutów telefonicznych pod Sieczychami 20 marca 1943;
- likwidacja dwóch agentek gestapo w Akcji „C” na przełomie maja i czerwca 1943[2] ;
- udział w akcji „Wilanów” z 26 na 27 września 1943[2] ;
- udział w inwigilacji i likwidacji gestapowców, m.in. Kutschery.

## Okres powstania warszawskiego

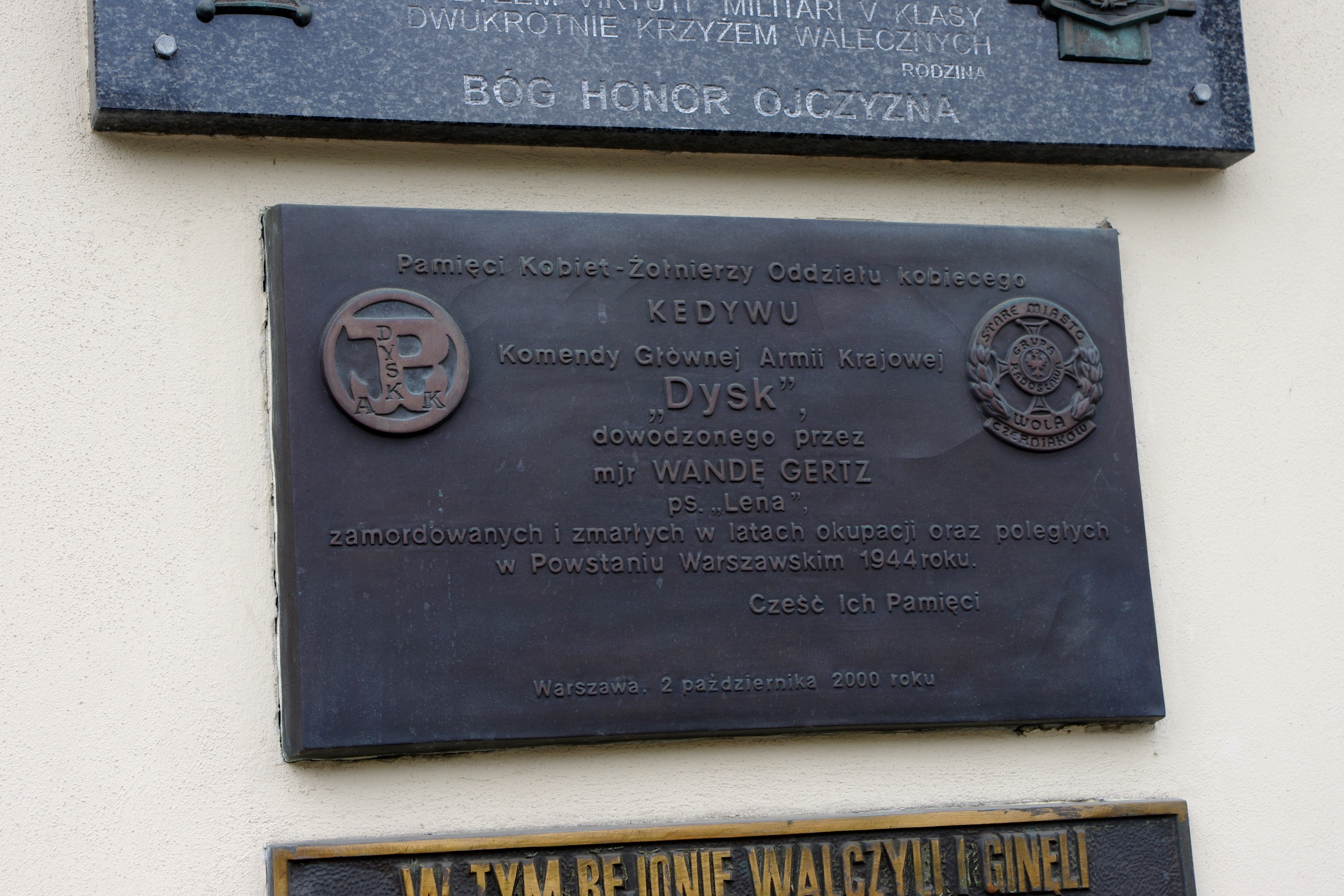
Tablice upamiętniająca major Wandę Gertz i żołnierzy Oddziału Dysk na ścianie Kościoła Jana Bożego przy ul. Bonifraterskiej 12 w Warszawie

W czasie powstania „Dysk” wszedł w skład brygady Broda 53 i walczył w Zgrupowaniu „Radosław”. Miejscem zbiórki 1 sierpnia 1944 roku była fabryka „Telefunken” przy ul. Mireckiego. O godzinie „W” na wyznaczone miejsce zgłosiły się 42 osoby.
Z fabryki oddział został przeniesiony do szkoły na ul. Okopowej, następnie na ul. Muranowską, a po przedostaniu się na Stare Miasto kwaterował przy ul. Mławskiej, Franciszkańskiej i Długiej. Po upadku Starówki „Dysk” przedostał się kanałami do Śródmieścia, skąd część zdrowych członkiń oddziału pod dowództwem „Zofii” przeszła w kierunku Czerniakowa, a ranne i chore zostały w Śródmieściu.
W walkach na Woli i Starym Mieście oddziałem dowodziła mjr Wanda Gertz. „Dysk” przygotowywał sygnalizację świetlną dla alianckich samolotów oraz brał udział w przyjmowaniu zrzutów na cmentarzach. Pełnił również funkcje łącznościowe, sanitarne, gospodarcze oraz obserwacyjne. 
W czasie walk zginęło 11 członkiń „Dysku”, a 9 zostało rannych. Po kapitulacji powstania część kobiet poszła do niewoli, ranne zostały wywiezione wraz ze szpitalami, reszta została zdemobilizowana i opuściła Warszawę wraz z ludnością cywilną.
Tablica upamiętniająca kobiecy oddział powstańczy znajduje się w wirydarzu przy kościele św. Marcina na ul. Piwnej.